# تپه قزل ملادستجرد
تپه قزل ملادستجرد مربوط به دوران‌های تاریخی پس از اسلام است و در شهرستان بهار، بخش لالجین، روستای دستجرد واقع شده و این اثر در تاریخ ۲۴ فروردین ۱۳۸۲ با شمارهٔ ثبت ۸۰۸۲ به‌عنوان یکی از آثار ملی ایران به ثبت رسیده است.